# Бузмихр, Вежан
Вежан Бузмихр (или Бурзмихр, в грузинских источниках Бузмир) — иранский дворянин, служивший марзпаном Сасанидской Иберии. Его штаб находился в Тбилиси, а на посту марзпана его сменил Арванд Гушнасп.
Продолжающееся соперничество между Византией и Сасанидской Персией за господство на Кавказе и неудачное восстание грузин при Гургене имели тяжёлые последствия для страны. После этого царь Иберии имел лишь номинальную власть, в то время как страной фактически правили персы. Ко времени пребывания Вежана Бузмихра на посту марзпана Иберии агиографии того периода подразумевали, что «цари» в Тбилиси имели только статус мамасахлиси, что означает «глава (царского) дома». Когда Бакур III умер в 580 году, Сасаниды при Хормизде IV (578—590) воспользовалось возможностью упразднить Иберийскую монархию. Иберия стала персидской провинцией, которой напрямую управляли назначенные марзпаны.